# Isomerida apiratinga
Isomerida apiratinga är en skalbaggsart som beskrevs av Martins och Maria Helena M. Galileo 1992. Isomerida apiratinga ingår i släktet Isomerida och familjen långhorningar. Inga underarter finns listade i Catalogue of Life.